# Фалкау (Сучава)
Фалкау (рум. Falcău) насеље је у Румунији у округу Сучава у општини Бродина. Oпштина се налази на надморској висини од 565 m.

## Становништво
Према подацима из 2002. године у насељу је живело 1264 становника.

### Попис2002.
| Расподела становништва по националности 2002.‍ | Расподела становништва по националности 2002.‍ | Расподела становништва по националности 2002.‍ | Расподела становништва по националности 2002.‍ | Расподела становништва по националности 2002.‍ |
| --------------------------------------------- | --------------------------------------------- | --------------------------------------------- | --------------------------------------------- | --------------------------------------------- |
|                                               |                                               |                                               |                                               |                                               |
| Румуни                                        | Румуни                                        |                                               | 1.236                                         | 97,9%                                         |
| Украјинци                                     | Украјинци                                     |                                               | 9                                             | 0,7%                                          |
| Немци                                         | Немци                                         |                                               | 18                                            | 1,4%                                          |